# ولگرد

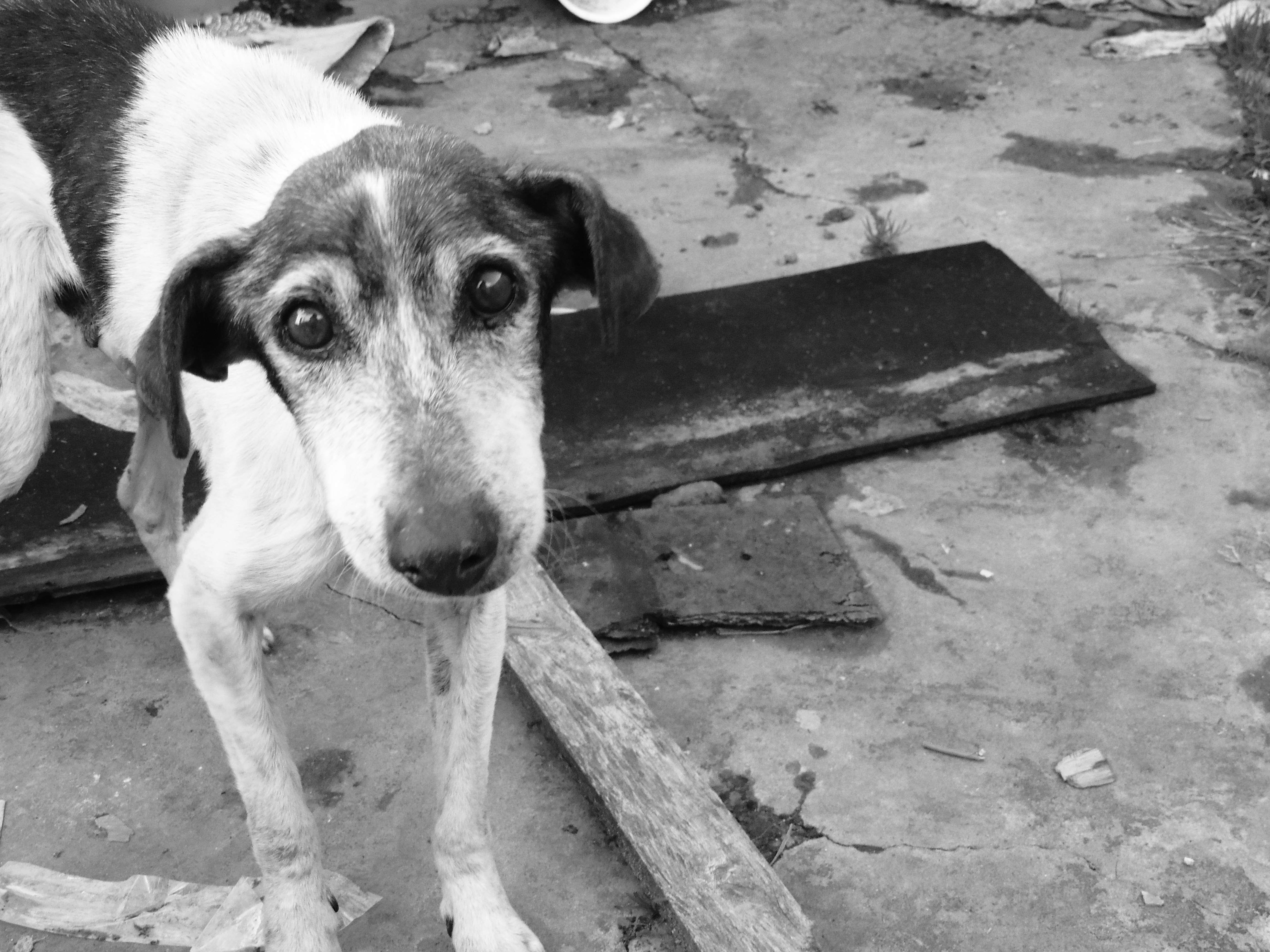
سگی ولگرد در خیابان

ولگرد یا بی‌صاحب (Estray)، از نظر قانون، هر جانور اهلی است که سرگردان یا گم شده باشد، به ویژه اگر صاحب آن ناشناس باشد. در بیشتر موارد این عنوان دربارۀ جانوران اهلی و نه حیوانات خانگی به کار می‌رود.
در ایالات متحده این امر رایج است که یک "اطلاعیه برای فرار" سوگند یاد می‌شود و در یک دفتر محلی ثبت می‌شود. این فرآیند معمولاً به زمان مشخصی نیاز دارد تا به مالک اجازه داده شود تا دارایی خود را جمع آوری کند. در غیر این صورت، یابنده مالکیت دارایی را به دست می‌آورد.